# Hanvec
Hanvec település Franciaországban, Finistère megyében. Lakosainak száma 2035 fő (2022. január 1.). Hanvec Irvillac, Le Faou, Pont-de-Buis-lès-Quimerch, Lopérec, Sizun, Saint-Eloy és Hôpital-Camfrout községekkel határos.

## Népesség
A település népességének változása:
| Lakosok száma | 1555 | 1374 | 1474 | 1867 | 1983 | 2006 | 2025 | 2036 | 2036 | 2035 |
|               | 1968 | 1982 | 1990 | 2006 | 2013 | 2015 | 2017 | 2019 | 2020 | 2022 |